# یواس‌اس گارارد (ای‌پی‌ای-۸۴)
یواس‌اس گارارد (ای‌پی‌ای-۸۴) (به انگلیسی: USS Garrard (APA-84)) یک کشتی بود که طول آن ۴۲۶ فوت (۱۳۰ متر) بود. این کشتی در سال ۱۹۴۵ ساخته شد.